# Micro-région de Balmazújváros
La micro-région de Balmazújváros (en hongrois : balmazújvárosi kistérség) est une micro-région statistique hongroise rassemblant plusieurs localités autour de Balmazújváros.